# Clint Robinson
Clint David Robinson (Brisbane, 27 de julio de 1972) es un deportista australiano que compitió en piragüismo en la modalidad de aguas tranquilas.
Participó en cinco Juegos Olímpicos de Verano entre los años 1992 y 2008, obteniendo tres medallas: oro en Barcelona 1992, bronce en Atlanta 1996 y plata en Atenas 2004. Ganó cuatro medallas en el Campeonato Mundial de Piragüismo entre los años 1991 y 1995.
Además, obtuvo seis oros en los mundiales de salvamento y socorrismo entre los años 1992 y 2013 en las pruebas de aguas abiertas.

## Palmarés internacional
| Juegos Olímpicos   | Juegos Olímpicos          | Juegos Olímpicos  | Juegos Olímpicos |
| Año                | Lugar                     | Medalla           | Competición      |
| ------------------ | ------------------------- | ----------------- | ---------------- |
| 1992               | Barcelona (España)        | Medalla de oro    | K1 1000 m        |
| 1996               | Atlanta (Estados Unidos)  | Medalla de bronce | K1 1000 m        |
| 2004               | Atenas (Grecia)           | Medalla de plata  | K2 500 m         |
| Campeonato Mundial |                           |                   |                  |
| Año                | Lugar                     | Medalla           | Competición      |
| 1991               | París (Francia)           | Medalla de plata  | K4 10 000 m      |
| 1994               | Ciudad de México (México) | Medalla de oro    | K1 1000 m        |
| 1994               | Ciudad de México (México) | Medalla de bronce | K2 500 m         |
| 1995               | Duisburgo (Alemania)      | Medalla de plata  | K1 1000 m        |